# Vil·la Júlia
La Vil·la Júlia és una obra racionalista de Tarragona protegida com a Bé Cultural d'Interès Local.

## Descripció
Edifici per un sol habitatge que està curiosament compost en estil de l'escola Sullivan, que va dissenyar els gratacels de finals de segle xix de Chicago. Està situat en una zona de cases petites, i destaca per la seva original silueta.

## Història
El comitent de l'edifici és Emili Tort, que l'encarrega el 1935, dins de la Ciutat Jardí Monguió.